# NGC 1089
NGC 1089 is een elliptisch sterrenstelsel in het sterrenbeeld Eridanus. Het hemelobject werd op 29 september 1886 ontdekt door de Amerikaanse astronoom Lewis A. Swift.

## Synoniemen
- PGC 10481
- MCG -3-8-20
- NPM1G -15.0147